# 桑结加
桑结加（藏語：སངས་རྒྱས་རྒྱ་，威利转写：sangs rgyas rgya；1942年11月—），藏族，青海平安人。中华人民共和国地方政府官员。

## 生平
1959年至1963年在青海民族学院语文系学习。1972年2月，加入中国共产党。1981年，担任青海省出版局副局长、省文化厅副厅长。1987年，担任中共青海省委宣传部副部长。1988年，升任中共青海省委副书记。2001年，当选为青海省政协主席。
2008年，当选第十一届全国政协委员，代表中国共产党，分入第二组。并担任文史和学习委员会副主任。